# Copa del Rey 2003/04
Die Copa del Rey 2003/04 war die 100. Austragung des spanischen Fußballpokals.
Der Wettbewerb startete am 24. August 2003 und endete mit dem Finale am 17. März 2004 im Estadi Olímpic Lluís Companys (Barcelona). Titelverteidiger des Pokalwettbewerbs war RCD Mallorca. Den Titel gewann Real Saragossa durch einen 3:2-Erfolg nach Verlängerung im Finale gegen Real Madrid. Damit qualifizierte sich der Verein für den UEFA-Pokal 2004/05.

## Erste Hauptrunde
Die Hinspiele wurden am 24. August, die Rückspiele am 10. September 2003 ausgetragen.
|                      | Gesamt    |                        | Hinspiel | Rückspiel |
| -------------------- | --------- | ---------------------- | -------- | --------- |
| FC Badalona          | (a)3:3(a) | CE Sabadell            | 1:3      | 2:0       |
| FC Benidorm          | 2:3       | FC Alicante            | 1:2      | 1:1       |
| Caudal Deportivo     | 3:5       | Real Unión             | 2:2      | 1:3       |
| CCD Cerceda          | 0:2       | FC Barakaldo           | 0:0      | 0:2       |
| Cerro de Reyes       | 3:1       | Universidad Las Palmas | 2:1      | 1:0       |
| UB Conquense         | 2:1       | FC Burgos              | 0:0      | 2:1       |
| UD Fraga             | 1:4       | CD Mirandés            | 1:3      | 0:1       |
| Granada 74           | 0:1       | CP Cacereño            | 0:0      | 0:1       |
| Hellín Deportivo     | 0:5       | UD San Sebastián       | 0:3      | 0:2       |
| UD Lanzarote         | 4:3       | CD Logroñés            | 2:0      | 2:3       |
| FC Palencia          | 2:3       | Cultural Leonesa       | 1:1      | 1:2       |
| UD Vecindario        | (a)2:2(a) | FC Extremadura         | 1:0      | 1:2       |
| FC Velarde           | 0:3       | Gimnástica Torrelavega | 0:1      | 0:2       |
| Vilafranca de Bonany | 0:3       | Lorca Deportiva        | 0:0      | 0:3       |
| CD Villanueva        | 1:2       | AD Ceuta               | 0:1      | 1:1 n. V. |
| Zalla UC             | 1:6       | FC Pontevedra          | 1:2      | 0:4       |
| FC Zamora            | 5:2       | AD Alcorcón            | 1:1      | 4:1       |

## Zweite Hauptrunde
Die Spiele wurden am 7. und 8. Oktober 2003 ausgetragen.
|                        | Ergebnis              |                     |
| ---------------------- | --------------------- | ------------------- |
| FC Elche               | 2:3                   | Espanyol Barcelona  |
| FC Alicante            | 1:2                   | FC Villarreal       |
| CD Badajoz             | 1:4                   | Betis Sevilla       |
| FC Barakaldo           | 0:1                   | Racing Santander    |
| CD Castellón           | 1:3                   | FC Valencia         |
| AD Ceuta               | 0:1 n. V.             | FC Málaga           |
| SD Compostela          | 0:1                   | Deportivo La Coruña |
| UB Conquense           | 2:3                   | Atlético Madrid     |
| Gimnástica Torrelavega | 2:1                   | Athletic Bilbao     |
| UDA Gramenet           | 0:1                   | FC Barcelona        |
| Cultural Leonesa       | 1:0                   | Albacete Balompié   |
| Lorca Deportiva        | 1:2                   | Real Murcia         |
| CD Mirandés            | 1:2                   | Real Saragossa      |
| FC Pontevedra          | 1:1 n. V. (4:5 i. E.) | Celta Vigo          |
| Real Unión             | 0:2                   | CA Osasuna          |
| CE Sabadell            | 2:4                   | RCD Mallorca        |
| UD San Sebastián       | 0:3                   | Real Madrid         |
| FC Zamora              | 0:2                   | Real Valladolid     |
| Cerro de Reyes         | 1:7                   | FC Sevilla          |
| Real Oviedo            | 1:2                   | Real Sociedad       |
| FC Getafe              | 1:2                   | CD Leganés          |
| Recreativo Huelva      | 0:0 n. V. (2:3 i. E.) | UD Almería          |
| UD Las Palmas          | 1:2 n. V.             | FC Córdoba          |
| CD Numancia            | 0:1                   | Ciudad de Murcia    |
| UD Salamanca           | 1:0                   | Rayo Vallecano      |
| Sporting Gijón         | 0:1                   | SD Eibar            |
| CD Teneriffa           | 0:1 n. V.             | FC Cádiz            |
| FC Terrassa            | 0:1                   | UD Levante          |
| CP Cacereño            | 1:2                   | Deportivo Xerez     |
| Racing de Ferrol       | 1:1 n. V. (1:2 i. E.) | Deportivo Alavés    |
| UD Lanzarote           | 4:2                   | Polideportivo Ejido |
| UD Vecindario          | 0:1 n. V.             | FC Algeciras        |

## Dritte Hauptrunde
Die Spiele wurden am 16. und 17. Dezember 2003 ausgetragen.
|                        | Ergebnis              |                     |
| ---------------------- | --------------------- | ------------------- |
| Deportivo Alavés       | 2:1                   | Real Sociedad       |
| FC Algeciras           | 0:1                   | FC Villarreal       |
| Celta Vigo             | 3:1                   | Espanyol Barcelona  |
| Cultural Leonesa       | 0:1                   | Atlético Madrid     |
| UD Almería             | 1:3                   | Real Valladolid     |
| FC Cádiz               | 1:2                   | CA Osasuna          |
| Ciudad de Murcia       | 0:4                   | FC Barcelona        |
| FC Córdoba             | 1:3                   | Betis Sevilla       |
| SD Eibar               | 0:0 n. V. (3:2 i. E.) | Racing Santander    |
| Gimnástica Torrelavega | 1:2                   | Deportivo La Coruña |
| UD Lanzarote           | 0:1                   | FC Sevilla          |
| UD Levante             | 2:0                   | RCD Mallorca        |
| UD Salamanca           | 2:3 n. V.             | Real Saragossa      |
| FC Valencia            | 2:0                   | Real Murcia         |
| Deportivo Xerez        | 0:1                   | FC Málaga           |
| CD Leganés             | 3:4 n. V.             | Real Madrid         |

## Achtelfinale
Die Hinspiele wurden am 6., 7. und 8. Januar, die Rückspiele am 13., 14. und 15. Januar 2004 ausgetragen. Es galt die Auswärtstorregel.
|                  | Gesamt    |                     | Hinspiel | Rückspiel |
| ---------------- | --------- | ------------------- | -------- | --------- |
| Atlético Madrid  | (a)1:1(a) | Deportivo La Coruña | 0:0      | 1:1       |
| Deportivo Alavés | (a)1:1(a) | Real Valladolid     | 0:0      | 1:1       |
| SD Eibar         | 1:3       | Real Madrid         | 1:1      | 0:2       |
| FC Málaga        | 2:3       | Celta Vigo          | 0:1      | 2:2       |
| Real Saragossa   | 4:2       | Betis Sevilla       | 3:1      | 1:1       |
| FC Valencia      | 4:2       | CA Osasuna          | 2:2      | 2:0       |
| UD Levante       | 2:3       | FC Barcelona        | 1:0      | 1:3       |
| FC Villarreal    | (a)3:3(a) | FC Sevilla          | 1:3      | 2:0       |

## Viertelfinale
Die Hinspiele wurden am 21. und 22. Januar, die Rückspiele am 28. und 29. Januar 2004 ausgetragen. Es galt die Auswärtstorregel.
|                  | Gesamt |                 | Hinspiel | Rückspiel |
| ---------------- | ------ | --------------- | -------- | --------- |
| FC Sevilla       | 6:1    | Atlético Madrid | 4:0      | 2:1       |
| Real Madrid      | 5:1    | FC Valencia     | 3:0      | 2:1       |
| Deportivo Alavés | 4:3    | Celta Vigo      | 4:2      | 0:1       |
| FC Barcelona     | 1:2    | Real Saragossa  | 0:1      | 1:1       |

## Halbfinale
Die Hinspiele wurden am 4. und 5. Februar, die Rückspiele am 11. und 12. Februar 2004 ausgetragen. Es galt die Auswärtstorregel.
|                  | Gesamt |                | Hinspiel | Rückspiel |
| ---------------- | ------ | -------------- | -------- | --------- |
| Real Madrid      | 2:1    | FC Sevilla     | 2:0      | 0:1       |
| Deportivo Alavés | 3:4    | Real Saragossa | 1:1      | 2:3 n. V. |

## Finale
| Real Saragossa                                             | Real Saragossa | Real Madrid | Real Madrid |
| ---------------------------------------------------------- | --- | --- | ----------- |
| Real Saragossa                                             | \| 17. März 2004 in Barcelona (Estadi Olímpic Lluís Companys) \| \| Ergebnis: 3:2 n. V. (2:2, 2:1) \| \| Zuschauer: 54.000 \| \| Schiedsrichter: Fernando Carmona Méndez \|                                                                                    | \| 17. März 2004 in Barcelona (Estadi Olímpic Lluís Companys) \| \| Ergebnis: 3:2 n. V. (2:2, 2:1) \| \| Zuschauer: 54.000 \| \| Schiedsrichter: Fernando Carmona Méndez \|                                        | Real Madrid |
| Real Saragossa                                             | César Láinez – Álvaro Maior, Luis Carlos Cuartero , Gabriel Milito, Delio Toledo – Leonardo Ponzio (69. David Generelo), José María Movilla, Cani, Sávio Bortolini Pimentel (95. Juanele) – Dani (60. Luciano Galletti), David Villa Cheftrainer: Víctor Muñoz | Iker Casillas – Míchel Salgado, Iván Helguera, Raúl Bravo, Roberto Carlos – David Beckham, Guti, Santiago Solari (83. Javier Portillo) – Luís Figo, Zinédine Zidane – Raúl Cheftrainer: Carlos Queiroz ( Portugal) | Real Madrid |
| Real Saragossa                                             | 1:1 Dani (28.) 2:1 David Villa (44., Elfm.) 3:2 Luciano Galletti (110.) | 0:1 David Beckham (23.) 2:2 Roberto Carlos (47.) | Real Madrid |
| Real Saragossa                                             | Gabriel Milito (38.), Álvaro Maior (40.), Cani (66.), David Villa (69.), Luciano Galletti (74.), Juanele (100.), César Láinez (113.) | Míchel Salgado (8.), Guti (43.), Luís Figo (55.), Santiago Solari (80.), Raúl Bravo (90.), Iván Helguera (99.), Zinédine Zidane (112.)                                                                             | Real Madrid |
| Real Saragossa                                             | Cani (67.) | Guti (95.) | Real Madrid |
| 17. März 2004 in Barcelona (Estadi Olímpic Lluís Companys) | | |             |
| Ergebnis: 3:2 n. V. (2:2, 2:1)                             | | |             |
| Zuschauer: 54.000                                          | | |             |
| Schiedsrichter: Fernando Carmona Méndez                    | | |             |